# Sanity (wrestling)
Sanity (zapis stylizowany: SAni†Y lub SAnitY) – stajnia w profesjonalnym wrestlingu występująca w federacji WWE w rozwojowym brandzie NXT. Obecnymi członkami grupy są Eric Young, Nikki Cross, Alexander Wolfe i Killian Dain, zaś w przeszłości w składzie był również Sawyer Fulton. Young, Wolfe i Dain są obecnymi posiadaczami NXT Tag Team Championship przy ich pierwszym panowaniu. Wolfe i Young zdobyli tytuły podczas gali NXT TakeOver: Brooklyn III pokonując The Authors of Pain, gdzie Dain stał się trzecim mistrzem pod zasadą Freebird Rule.

## Historia

### NXT (od 2016)
Po miesiącach emisji winietek promujących debiut grupy Sanity, 4 października 2016 zostało ogłoszone, że wezmą udział w drugim corocznym turnieju Dusty Rhodes Tag Team Classic, lecz nie było wiadomo kto należy do ugrupowania. 12 października podczas odcinka tygodniówki NXT grupa zadebiutowała w ringu podczas pierwszej rundy, gdzie dwóch z czterech zakapturzonych członków stajni ujawniło tożsamość: byli to Alexander Wolfe i Sawyer Fulton, którzy pokonali Tye'a Dillingera i Bobby’ego Roode'a. Po walce maski i kaptury zdjęli Eric Young i Nikki Cross, którzy zaatakowali Dillingera. W przyszłym tygodniu Cross zadebiutowała w ringu pokonując Danielle Kamelę. 2 listopada podczas drugiej rundy turnieju, Wolfe i Fulton pokonali T.J. Perkinsa i Kota Ibushiego. W przyszłotygodniowym półfinale przegrali z TM61. Podczas nagrań odcinków NXT w dniu 30 listopada zostało zwiastowane, że Fulton nie będzie należeć do grupy, kiedy to Eric Young podeptał jego kurtkę i kopnął poza ring. Na miejsce Fultona przyjęli debiutującego Big Damo, który pomógł Sanity w ataku na No Way Jose i również podeptał kurtkę Fultona.
18 stycznia Damo, który zmienił pseudonim ringowy na Killian Dain, oficjalnie przyłączył się do grupy atakując Tye'a Dillingera i zakładając kurtkę Fultona. Podczas gali NXT TakeOver: San Antonio Young pokonał Dillingera, zaś Cross nie zdołała wygrać NXT Women’s Championship w Fatal 4-Way matchu przegrywając z mistrzynią Asuką. Do Dillingera przyłączyli się No Way Jose i Roderick Strong, a później również debiutująca Ruby Riot. Podczas gali NXT TakeOver: Orlando Sanity pokonało Dillingera, Stronga, Riot i Kassiusa Ohno (zastępującego Jose). W maju podczas gali NXT TakeOver: Chicago Young po raz pierwszy przegrał w singlowej walce z Roderickiem Strongiem, zaś Cross ponownie przegrała o tytuł kobiet z Asuką i Riot.
Po serii konfrontacji w lipcu zostało ogłoszone, że Dain i Wolfe zawalczą z The Authors of Pain o ich NXT Tag Team Championship podczas gali NXT TakeOver: Brooklyn III. Ostatecznie zamiast Daina wystąpił Young, a Sanity zdobyło pasy pokonując mistrzów; w październiku zaczęto uznawać Daina jako trzeciego mistrza wykorzystując regułę Freebird Rule. Po wygranej i celebracji w ringu zostali zaatakowani przez Bobby’ego Fisha i Kyle’a O’Reilly’ego. 20 września podczas odcinka tygodniówki NXT Sanity pomogło Drewowi McIntyre’owi, kiedy to był atakowany przez O’Reilly’ego, Fisha i Adama Cole’a, wskutek czego ugrupowanie stało się protagonistami. 3 listopada Sawyer Fulton został zwolniony z WWE. Podczas gali NXT TakeOver: WarGames z 18 listopada, Sanity, Authors of Pain i The Undisputed Era (O’Reilly, Fish i Cole) zawalczyli w pierwszym organizowanym w WWE WarGames matchu, który wygrał zespół prowadzony przez Cole’a.

## Styl walki
- Finishery
  - Alexander Wolfe
    - Death Valley driver[9]
    - Sitout powerbomb[9]

  - Eric Young
    - The Edge of SAnitY ([Wheelbarrow, po podniesieniu wykonywany elevated neckbreaker)[10]

  - Killian Dain
    - Ulster Plantation (One-handed electric chair driver)

  - Nikki Cross
    - Swinging fisherman neckbreaker[5]

- Drużynowe finishery
  - Devastation (Vertical suplex (Wolfe) i front powerslam (Dain/Fulton))[11]
  - Belly to back suplex (Wolfe) i Diving neckbreaker (Young)

- Motywy muzyczne
  - „Controlled Chaos” ~ CFO$[12] (NXT; od 12 października 2016 do 2019)

## Mistrzostwa i osiągnięcia
- WWE NXT
  - NXT Tag Team Championship (1 raz, obecnie) – Wolfe, Dain i Young